# Trennfurt

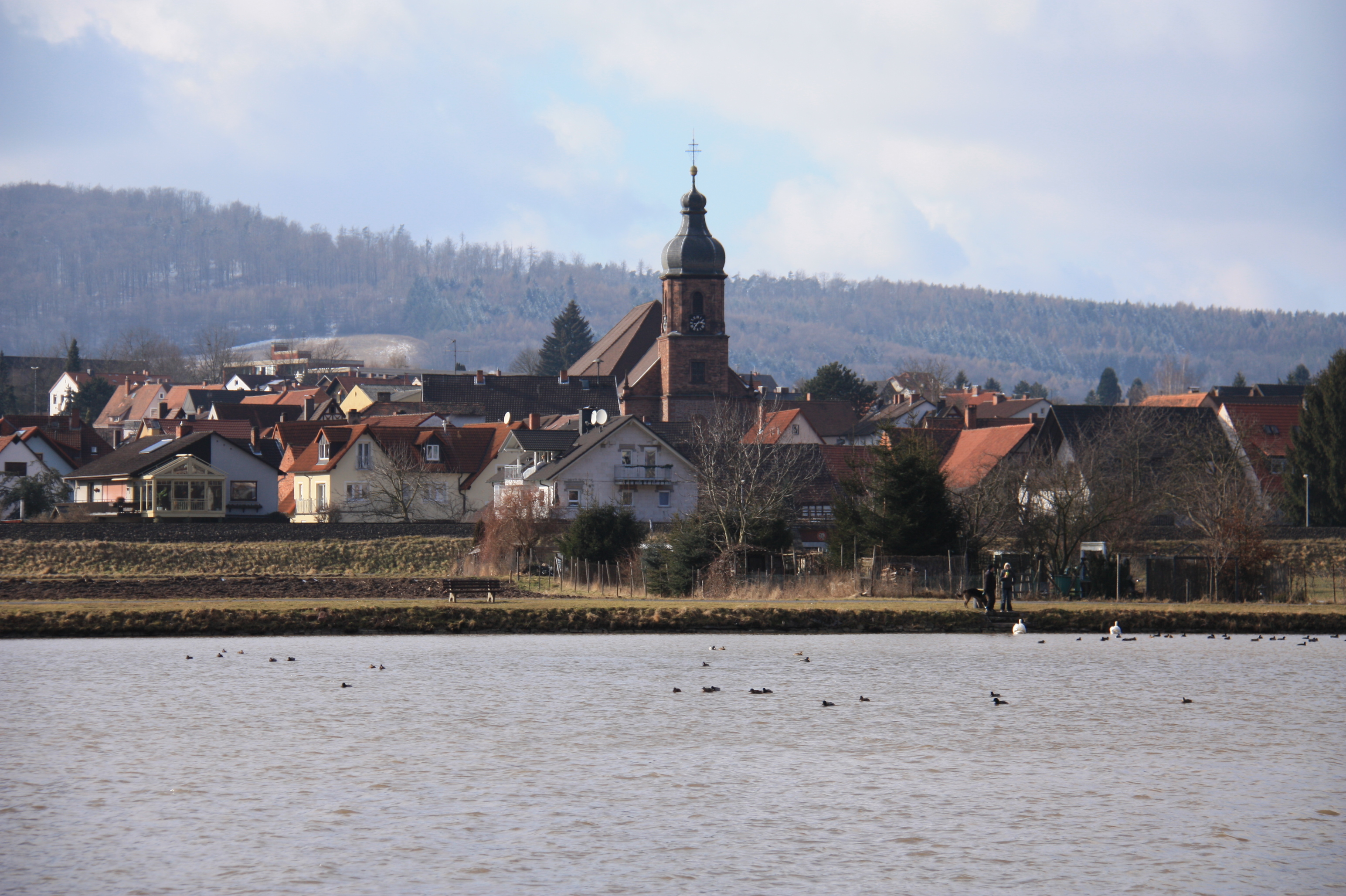
Trennfurt

Trennfurt, oggi frazione di Klingenberg am Main, è un villaggio tedesco di 2 168 abitanti (2017), situato nella Bassa Franconia (Baviera).

## Storia

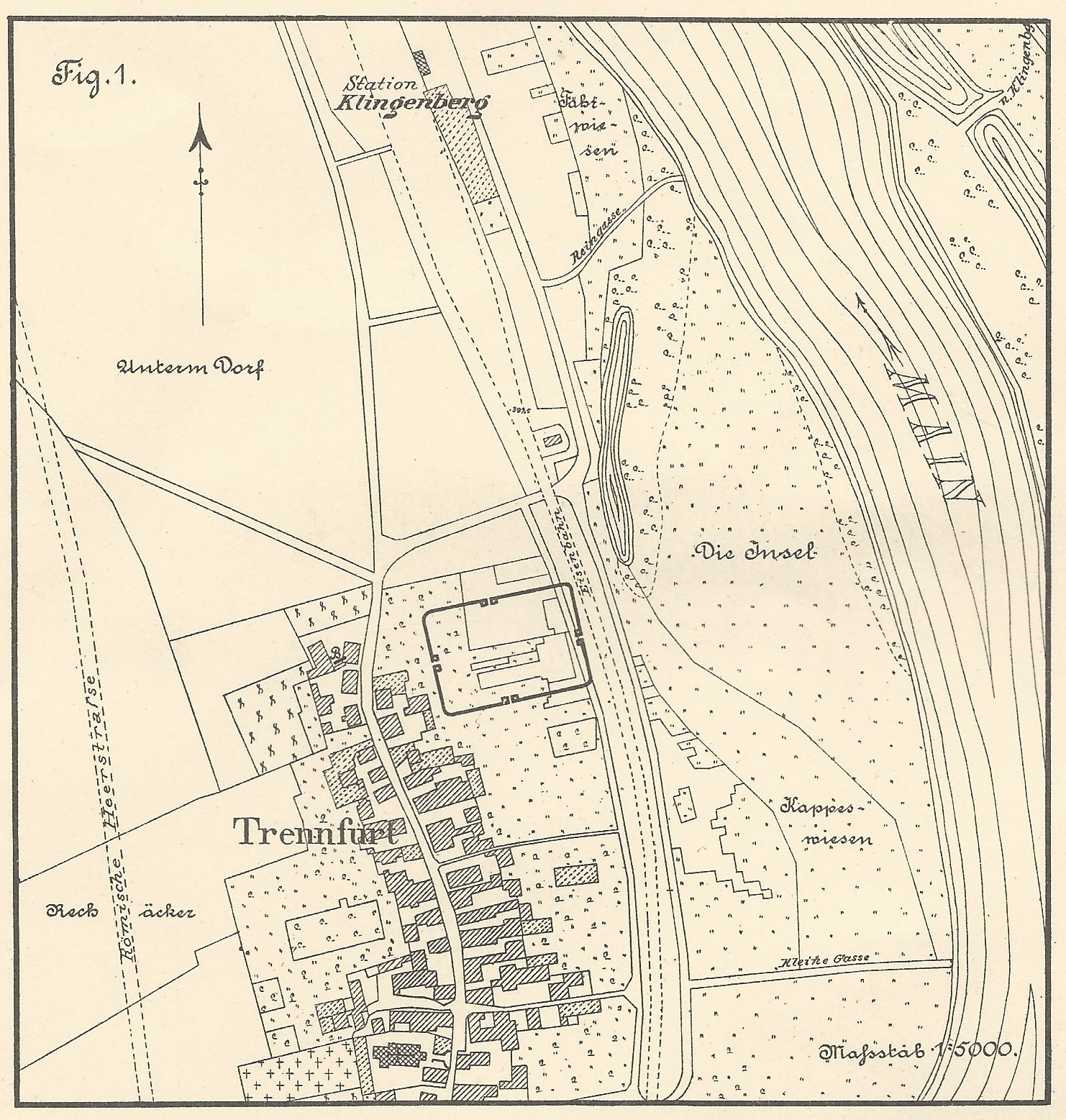
Sito del forte romano di Trennfurt

Nel II secolo, i Romani costruirono un castrum a Trennfurt. Appartiene al patrimonio mondiale dell'Unesco Limes germanico-retico (tedesco: Obergermanisch-Raetischer Limes o ORL) e ha il numero ORL 37. Il castrum si trova a breve a nord est del centro storico di Trennfurt. I segni visibili del terreno del castrum non esistono nel sito che consiste principalmente in terreni da giardino in proprietà privata. Wilhelm Conrady, commissario sezione della Reichslimeskommission (RLK) (Commissione imperiale per il limes romano), scoprì il castrum nel 1883. Secondo gli scavi di Conrady il castrum è fatto di pietra, ha una dimensione di circa 88 x 63 metri e una superficie di circa 0,6 ettari. Questa è la dimensione normale di un castrum per un numero.
Un altare romano è stato conservato che si trova ora nella chiesa di Trennfurt. L'altare ha l'iscrizione: "I(ovi) o(ptimo) m(aximo), Silvano cons(ervatori) Dianae Aug(ustae) vexill(atio) leg(ionis) XXII Anton(initianae) p(rimigeniae) p(iae) f(idelis) ag(entium) in lignari(i)s sub cur(a) Mamertini Iusti opt(ionis) d(edicavit) (duobus) Aspr(is) co(n)s(ulibus)". In italiano: "Consacrato a Giove, il migliore e il più grande, a Silvano il sostenitore e a Diana venerabile dall'unità speciale della XXII legione Primigenia pia fidelis Antoniana, che lavorava nelle foreste sotto il comando di Mamertinius Iustus, quando i due Aspri erano consoli." I due Aspri (Gaio Giulio Aspro e suo figlio Gaio Giulio Camilio Aspro),erano consoli nell'anno 212 d.C.
Nel Medioevo, il villaggio era sotto il dominio dei Signori di Clingenburg, doppo apparteneva al Elettorato di Magonza, poi diventa bavarese nel 1816.
Trennfurt fu incorporato a Klingenberg nel 1976.

## Economia
La più grande azienda di Trennfurt è il produttore di strumenti di misura WIKA. Il produttore di piastrelle di ceramica Klingenberg Dekoramik (precedentemente Albertwerke), che è stato un importante datore di lavoro dal 1899, è stato chiuso nel 2022.